# Hult
Hult – miejscowość (tätort) w Szwecji, w regionie administracyjnym (län) Jönköping, w gminie Eksjö.
Według danych Szwedzkiego Urzędu Statystycznego liczba ludności wyniosła: 459 (31 grudnia 2015), 440 (31 grudnia 2018) i 431 (31 grudnia 2019).